# Епархия Чжоуцуня
Епархия Чжоуцуня (лат. Dioecesis Ceuziienensis) — епархия Римско-Католической церкви с центром в городе Чжоуцунь, Китай. Епархия Чжоуцуня распространяет свою юрисдикцию на часть территории провинции Шаньдун. Епархия Чжоуцуня входит в митрополию Цзинаня.

## История
16 апреля 1929 года Римский папа Пий XI издал бреве Ut aucto, которым учредил миссии sui iuris Чжандианя, выделив её из апостольского викариата Цзинаньфу (сегодня – Архиепархия Цзинаня).
1 июня 1932 года Римский папа Пий XI издал бреве Ut christiani, которым преобразовал миссию sui iuris Чжандианя в апостольскую префектуру.
18 мая 1937 года Римский папа Пий XI издал буллу Non mediocri, которой преобразовал апостольскую префектуру Чжандианя в апостольский викариат Чжаоцуня.
11 апреля 1946 года Римский папа Пий XII издал буллу Quotidie Nos, которой преобразовал апостольский викариат Чжаоцуня в епархию.

## Ординарии епархии
- епископ Henry Ambrose Pinger (17.12.1930 — 24.09.1988);
  - Sede vacante (с 1988 — по настоящее время).

## Источник
- Annuario Pontificio, Libreria Editrice Vaticana, Città del Vaticano, 2003, ISBN 88-209-7422-3
- Бреве Ut aucto, AAS 21 (1929), стр. 653
- Бреве Ut christiani, AAS 24 (1932), стр. 369
- Булла Non mediocri, AAS 29 (1937), стр. 462
- Булла Quotidie Nos, AAS 38 (1946), стр. 301